# Malabarspenater
Malabarspenater (Basella) är ett släkte i familjen malabarspenatväxter.
Släktets arter är inhemska på den afrikanska kontinenten från Kenya till Sydafrika samt på Madagaskar och i de tropiska delarna av Asien.

## Arter
Lista över arter i släktet enligt Catalogue of Life:
- Basella alba (malabarspenat)
- Basella excavata
- Basella leandriana
- Basella madagascariensis
- Basella paniculata